# ستيف باكستون
ستيف باكستون (بالإنجليزية: Steve Paxton)‏ هو راقص أمريكي، ولد في 21 يناير 1939 في فينيكس في الولايات المتحدة.